# Amata unipuncta
Amata unipuncta är en fjärilsart som beskrevs av Turati 1917. Amata unipuncta ingår i släktet Amata och familjen björnspinnare. Inga underarter finns listade i Catalogue of Life.